# Isabel, Leyte

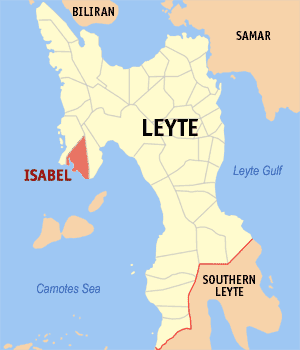
Bản đồ Leyte với vị trí của Isabel

Isabel là một đô thị hạng 1 ở tỉnh Leyte, Philippines. Theo điều tra dân số năm 2000 của Philipin, đô thị này có dân số 38.486 người trong 8,303 hộ.

## Các đơn vị hành chính
Isabel được chia ra 24 barangay.
| - Anislag - Antipolo - Apale - Bantigue - Binog - Bilwang - Can-andan - Cangag - Consolacion - Honan - Libertad - Mahayag | - Marvel - Matlang - Monte Alegre - Puting Bato - San Francisco - San Roque - Santa Cruz Relocation - Santo Niño - Santo Rosario - Tabunok - Tolingon - Tubod - Mã địa lý chuẩn của Philipin Lưu trữ ngày 13 tháng 4 năm 2012 tại Wayback Machine - Thông tin điều tra dân số năm 2000 của Philipin Lưu trữ ngày 23 tháng 9 năm 2005 tại Wayback Machine Bản mẫu:Leyte |
| Hình tượng sơ khai | Bài viết liên quan Philippines này vẫn còn sơ khai. Bạn có thể giúp Wikipedia mở rộng nội dung để bài được hoàn chỉnh hơn. |